# 石油峰值

金·哈伯特在1956年提出的世界石油產量曲線圖（包含歷史記錄及未來預測產量），並預測約在2000年會以125億桶產量達到頂峰。但世界實際產量在2016年為294億桶（8,060萬桶/天），並在2014年到2018年間發生2010年代石油生產過剩情事。

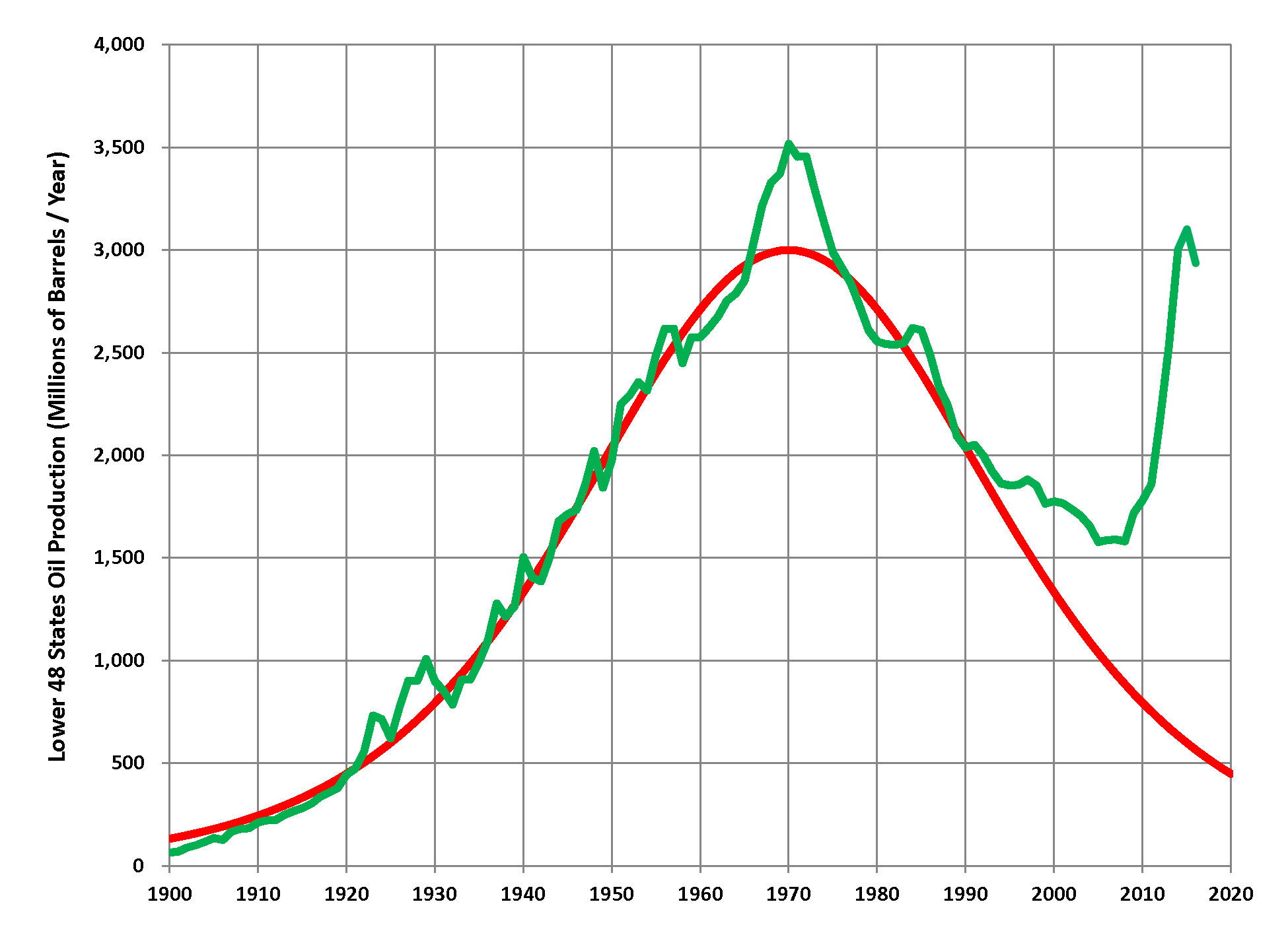
哈伯特在1956年對於美國石油產量線圖（紅色），與美國本土到2014年的實際產量線圖（綠色）比較。

石油峰值（英語：Peak oil）是種假設時間點，屆時全球石油開採達到最大數量，之後會開始發生不可逆轉的下降。這與石油枯竭終會發生的概念有關聯；雖然全球石油儲量有其限度，但限制因素並非石油是否仍有，而是在給定的價格之下仍能從事有經濟利益的開採。長期而言，石油產量下降是由於可開採儲量的枯竭，以及因為開採成本升高（為減少碳排放的緣故）所導致的需求下降。
人們在前個世紀裏曾對石油峰值的發生時間做出許多預測，但均被隨後的開採率增長所推翻。石油峰值的概念通常被認為是由金·哈伯特在1956年發表的論文所引入，這篇論文提出的的理論是美國的開採數量將在1965年至1971年間達到頂峰。但哈伯特最初對世界石油產量峰值的預測被證明為時過早，截至2021年，這種峰值發生的年份從2019年至2040年都有。這些預測是依照未來經濟發展、技術能力以及社會和政府為緩和氣候變化所做的努力而進行。
在2007年和2009年所發表的石油產量預測顯示的是峰值已經出現，石油產量正處於頂峰狀態，或是即將出現。但到10年後的2018年，世界石油產量又創下新高，原因是開採技術（水力壓裂）精進，讓美國緻密油產量擴大。在COVID-19大流行開始時期石油需求暴跌，以及2020年俄羅斯－沙烏地阿拉伯石油價格戰之後，許多組織預測石油峰值將在未來10到15年發生。

## 全球石油生產建模
這種石油生產率將達到峰值，之後會不可逆轉地下降的想法由來已久。美國地質調查局（USGS）首席地質學家戴維·懷特在1919年談到美國石油時，曾寫道：“……生產高峰期很快就會達到，可能在3年內。”一位在海灣石油服務的研究員尤金·艾爾斯 (Eugene Ayers)在1953年預計，如果美國最終可開採的石油儲量為1,000億桶，那麼美國的產量最遲會在1960年達到峰值。如果最終可採儲量有2,000億桶（他警告說這是一廂情願的想法），峰值將會不遲於1970年發生。他對於世界產量的預計峰值會在1985年出現（基於最終可採儲量為1兆桶的假設）和在2000年出現（基於2兆桶的假設）。但此為艾爾斯未利用數學模型所做的預測。他寫道：“要讓曲線看起來合理，是可用數學模型來配合，並做出各種最終可採儲量的對應峰值日期”
哈伯特在1956年透過觀察過去的油礦發現和生產水準，加上預測未來的發現趨勢， 採用統計模型，預測美國的石油產量將在1965年至1971年之間達到峰值。這一預測曾在一段時間內看似準確無誤，但到2018年時，美國的石油日產量已超過1970年者（之前峰值發生時間）。哈伯特使用的是種半羅吉斯分配模型（有時會誤將之比擬為常態分佈）。他假設有限資源的生產率將遵循大致對稱的分佈。根據可開採性和市場壓力的限制，產量隨時間的上升或下降可能會更尖銳或更穩定，呈線性或是曲線性狀態。這模型及其變體，現在被稱為哈伯特峰值理論；這類理論被用來描述和預測地區、國家和多國地區生產的高峰和下降。同樣的理論也應用於其他有限資源的生產預測。
“石油峰值”一詞在2002年經由科林·康寶 和謝爾·阿勒克萊特（Kjell Aleklett）推廣而廣為人知，他們當時協助成立石油和天然氣峰值研究協會 (Study of Peak Oil and Gas，ASPO)。哈伯特在其作品，採用的名稱是“峰值生產率”和“峰值發現率”。
有人在2006年在對哈伯特理論所做的分析中指出，現實世界石油產量具有的不確定性和定義混亂，更增加產量預測的總體不確定性。通過比較各種其他模型的擬合度，哈伯特的方法在總體上有最接近的擬合度，但沒一個模型非常準確。哈伯特本人在1956年建議在預測生產高峰和下降曲線時，要使用“一系列可能的生產曲線”。 
英國能源研究中心在2009年發表的石油枯竭綜合研究報告中指出：
現在很少有分析師會堅持採用對稱的鐘形生產曲線。這種想法正確，因為沒自然物理原因會要求資源生產應遵循這樣的曲線，且幾乎沒經驗證據顯示它是如此。——Bentley等作者，全球石油供應預測比較
報告指出，哈伯特使用羅吉斯曲線是因有數學上的方便性，而不是因為他相信這就是正確的。這項研究觀察到在大多數情況下，不對稱指數模型會提供更好的擬合（如塞內卡效應模型，又稱塞內卡懸崖模型或塞內卡崩塌模型）而且峰值往往出現在石油的產量達到儲量一半之前。幾乎在所有情況下，過了峰值後的下降趨勢會比峰值出現前的上升更為平緩。

## 需求

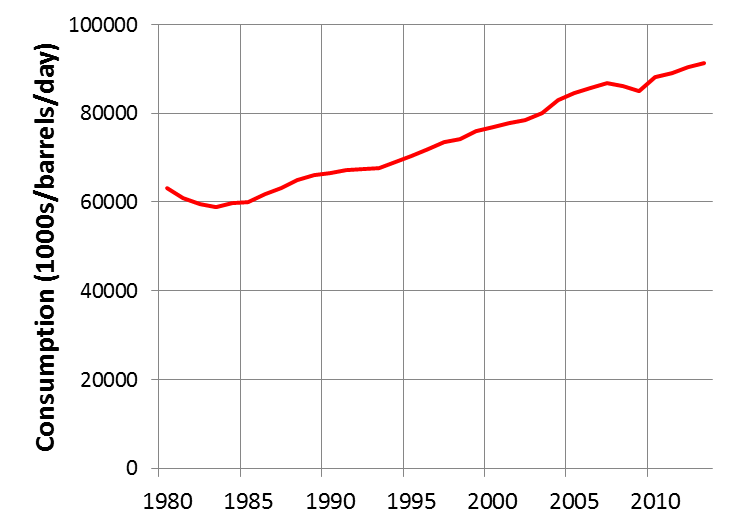
全球石油消耗量（1980年-2013年，資料來源：EIA。

隨時間演進，石油峰值需求面與全球在任何給定市場價格下，與消費的石油總量有關。假設石油峰值會因易於開採的石油減少，為配合市場需求，價格會隨時間上漲。自2010年以來的發展催生出由需求驅動石油峰值的想法。其核心思想是為應對技術發展和減少二氧化碳排放的壓力，在任何給定價格下對石油的需求都會下降。在這種背景，電動汽車的發展創造出一種可能性，即隨著時間演進，石油的主要用途 - 即用於交通運輸的重要性將逐漸減弱。
對石油的需求歷經穩步增長後，在2006年前後出現波動，於經濟衰退期間下降，然後復蘇，但增速較過去為低。在COVID-19大流行初期，石油需求急劇下降，全球石油需求從2019年的每天1億桶下降到2020年的9,000萬桶。此下降預計最早要到2022年才會恢復，BP公司預測，由於電動汽車開始普及，和更強有力應對氣候變化的措施，石油需求永不會恢復到大流行前的水準。埃克森美孚、雪佛龍和殼牌在2021年的發展也進一步證實石油峰值已在2019年出現的觀點。
世界對能源的需求有4大領域：交通、住宅、商業和工業。就石油消費而言，交通運輸是最大的區塊，也是近幾十年來增長最快的部門。這種增長主要來自對內燃機驅動的個人用車輛的新需求。這個區塊的消費率也最高，在2013年約占美國石油用量的71%。以及赫希報告中刊列的全球用量中的55%。因此那些尋求減輕石油峰值影響的人會對交通運輸區塊特別感到興趣。
| > 0.07 0.07–0.05 0.05–0.035 0.035–0.025 0.025–0.02 | 0.02–0.015 0.015–0.01 0.01–0.005 0.005–0.0015 < 0.0015 |

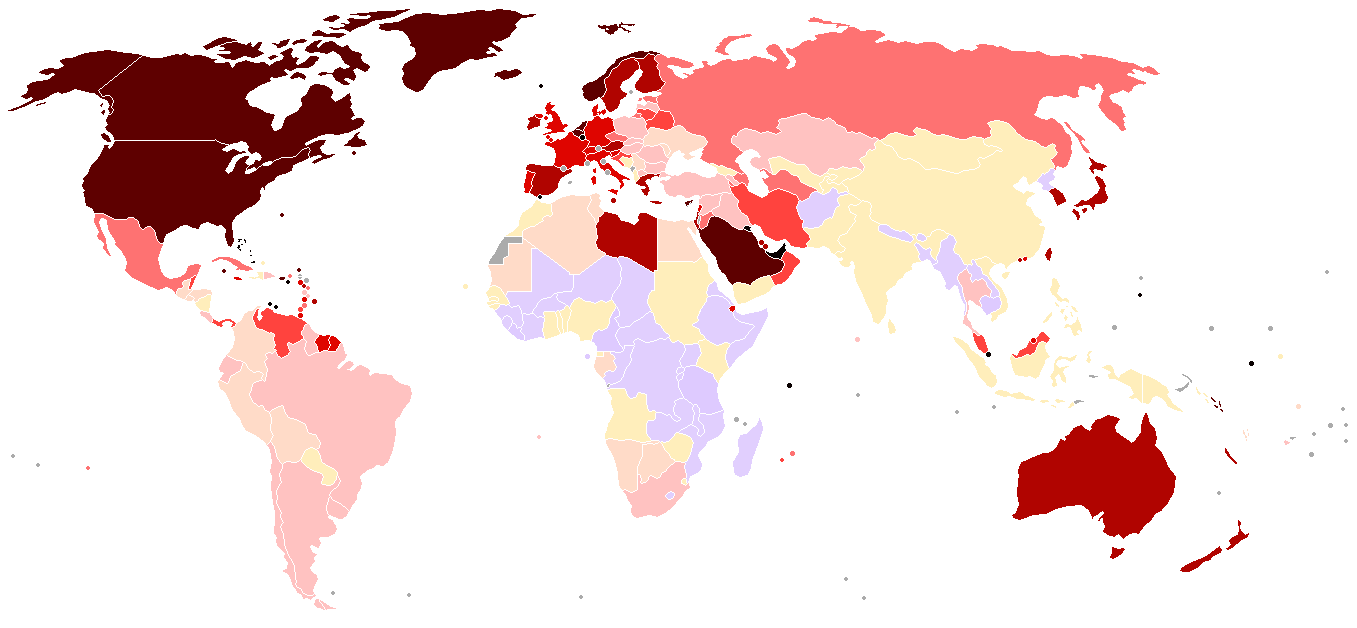
世界每天人均石油消耗量（桶）（顏色越深表示消耗量越高，灰色代表無資料，資料來源NationMaster statistics, 2007年1月13日）

雖然開發中國家的需求增長最快，美國仍是世界上最大的石油消費國。在1995年至2005年間，美國的消費量從每天1,770萬桶增加到2,070萬桶（從2.81到3.29百萬立方米）。相較之下，同一時期的中國每天的消耗量從340萬桶增加到700萬桶（從54萬到111萬立方米）。EIA表示，美國的汽油使用量可能在2007年達到頂峰，部分原因是人們對使用生物燃料和能源效率的興趣和要求在不斷增加。
隨著國家發展，其中工業化和更高的生活水準會拉高能源消耗，而石油佔有主要部分。如中國和印度等蓬勃發展的經濟體正成為石油消費大國。例如中國在2015年超過美國，成為全球最大原油進口國。預計中國石油消費增長將繼續；但因預計的經濟增長將從21世紀初期的高速度下降，不復以往。預計印度在2020年的石油進口量將比2005年增加兩倍以上，達到每天500萬桶（790,000立方米）。

### 人口
影響石油需求的另一重要因素是人口增長。美國普查局預測，2030年的世界人口將幾乎是1980年的兩倍。人均石油產量在1979年達到5.5桶/年的峰值，但此後會下降，在4.5桶/年左右波動。由於1970年代以來，人口增長率下降，在一定程度上有緩和人均石油產量下降趨勢的作用。

### 經濟增長
一些分析人士認為石油成本對經濟增長有深遠的影響，因為它在開採，以及貨物加工、製造和運輸中佔有舉足輕重的作用。隨著開採非常規石油的增長，升高的成本將會對所有經濟部門產生複合式的負面影響，導致經濟停滯甚至會收縮。這種情況將導致國家經濟無力負擔高漲的油價，接著可能會發生需求下降和價格崩潰。

## 供應

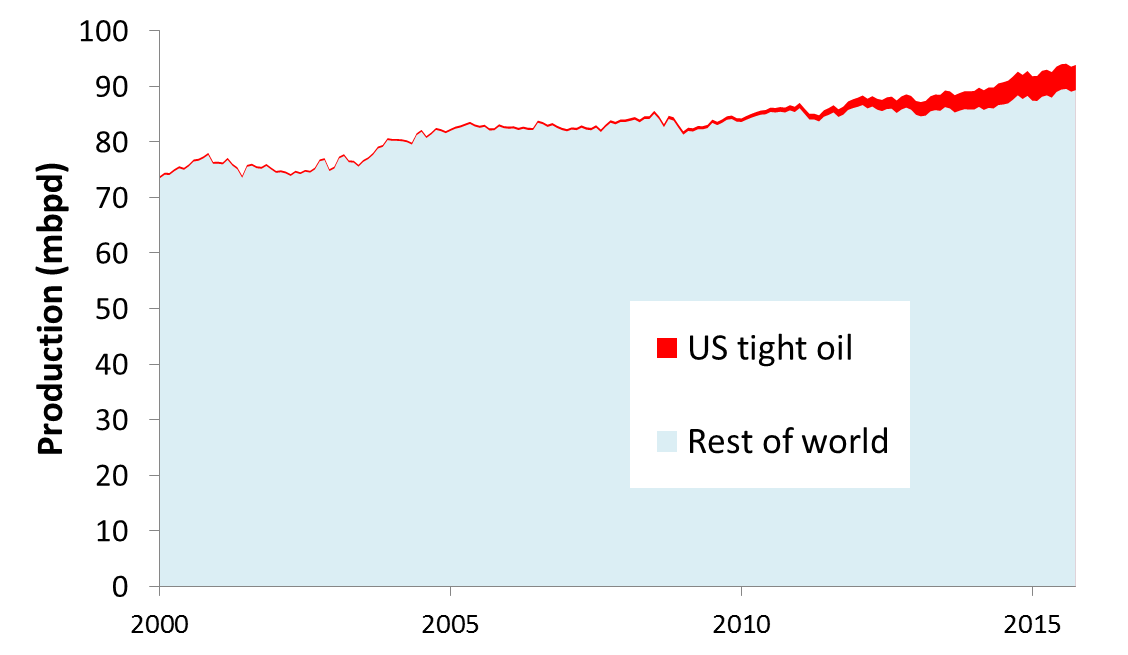
全球液體燃料產量（2000年-2015年，紅色部分是美國的佔比，資料來源：EIA）。

我們的分析顯示在可預見的未來，仍有充足的石油和液體燃料資源。但新資源的開發速度和新資源的損益兩平點正在發生變化。——國際能源署

### 石油來源
石油可由傳統，或是非常規來源產出。這些用語沒嚴格定義，並且定義往往會隨時間，因新技術而改變，而在文獻中有不同表達。因此，不同的石油預測會包括不同類別的液體燃料。有些人對模型中包含的燃料採用“常規”石油的名稱，對不包含在內的就說成是“非常規”石油。

美國整體石油（綠色實線）及非緻密油的產量（綠色虛線），與哈伯特曲線的對比（資料來源：EIA網頁）。

哈伯特在1956年將其石油峰值預測限制在“可利用既有方法所生產”的原油。但到1962年，他的分析則包括未來經改進的勘探和生產方面所生產者。哈伯特對峰值的所有分析都明確未包括從油頁岩或油砂中開採的石油。有項在2013年所做對早期峰值預測的研究，把深海油、緻密油、API比重小於17.5的油以及靠近南北兩極生產的石油（例如在阿拉斯加北坡生產的），都定義為非常規油。一些常用的常規和非常規石油的定義詳如下述。

### 常規來源
常規石油是使用“標準”（即2000年之前普遍採用的）技術在陸地和海上所開採者，
分為輕質、中質、重質或特重質。這些等級的確切定義因石油產地而異。
輕質油是可自然流到地表，也可簡單地將其由地下抽出者。重質油是指密度較高，而API比重較低的油，它不易流動，稠度類似糖蜜。雖然其中有些可用傳統技術生產，但採用非常規方法的採收率會更高。
根據國際能源署的資料，常規原油（當時的定義）的產量在2006年達到頂峰，創下史上最高的7,000萬桶/天。
- 約在2006年之前，緻密油通常被歸類為“非常規”，但隨著這類石油的開採變得日益普遍，讓最近的分析將其視為“常規”。這種石油是由低滲透性岩石（有時是頁岩，但通常是其他類型的岩石）沉積物中透過水力壓裂的方式開採而得。[69]人們經常把緻密油與頁岩油混淆，頁岩油是從油頁岩中的油母質生產的石油（見下文）。美國近年由於生產緻密油而導致石油產量回升。而緻密油產量在2015年3月達到頂峰，[70]在接下來的18個月中卻下降12%。但隨後產量再度上升，到2017年9月已經超過之前的峰值，截至2017年10月，這種石油的產量仍在上升中。[71]整體緻密油在2019年底達到頂峰，尚不清楚這是否是由於COVID-19大流行所造成；但鷹津頁岩（英语：Eagle Ford Group）地層似乎已在2015年達到頂峰，而在巴肯地層（英语：Bakken Formation）的頂級產區中，油井數量已趨飽和。[72]

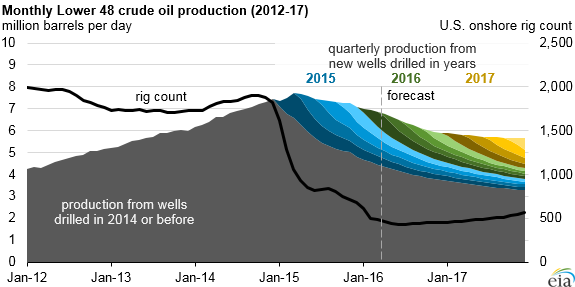
美國本土鑽探的油井數目及預期產量下降（2012年-2017年，資料來源：EIA）。

### 非常規來源
截至2019年，被視為非常規的石油有好幾種來源。
- 油頁岩之名經常被用來稱呼沉積岩（如頁岩或泥灰岩，含有油母質（是種蠟質的油前體，尚未受深埋造成的高壓和高溫轉化為原油）。 “油頁岩”的名稱有點令人困惑，因為在美國被稱為“油頁岩”所包含的物質並非石油，而其存在的岩石通常也非頁岩。[73]由於頁岩或泥灰岩靠近地表而非深埋在地下，因此通常是對這類岩石進行開採、壓碎和乾餾，再從取得的油母質生產合成油。[74]這種物質的淨能量遠低於常規石油，所以對頁岩礦藏淨能量的估計被認為相當不可靠。[75][76]
- 油砂是鬆散的砂岩礦床，含有大量非常粘稠的瀝青（或稱超重油），可透過Surface mining，或者使用蒸汽注入法（英语：Steam injection (oil industry)），及其他技術，進行原位油井採收。它可通過升級、與稀釋劑混合或是加熱予以液化；然後交由傳統的煉油廠加工。採收過程需用先進的技術，但比從油頁岩的採收效率更高。原因是加拿大的油砂與美國的油頁岩比較，實際上含有石油，而且從這種砂岩生產石油遠比從頁岩或泥灰岩容易。美國英語通常把這類地層稱為“焦油砂”，但其中物質並非焦油，而是一種超重和粘稠的原油，技術上稱為瀝青。[77]委內瑞拉的油砂儲量與加拿大相似，約等於世界常規石油儲量。該國奧里諾科帶（英语：Orinoco Belt）油砂的粘度比加拿大的阿薩巴斯卡油砂為低，表示可利用更傳統的方式生產，但因埋太深，無法使用露天開採的方式生產。奧里諾科帶的可採儲量估計為10,00億桶（16×109立方米）至2,700億桶（43×109立方米）。 USGS在2009年把估計數值更新為5,130億桶（8.16×1010立方米）。[78]

美國本身在2014年的原油產量首度超過進口量，是1900年代以來的首次。

- 煤液化或液化天然氣是通過費托合成、貝吉烏斯法或卡利克法（英语：Karrick process）把煤或天然氣轉化合成的液態碳氫化合物。目前薩索爾和殼牌兩家公司的合成油技術已被證明可做商業運作。薩索爾的主要業務是CTL（coal-to-liquid，煤轉化為液態）和GTL（natural gas-to-liquid，天然氣液化），收入達44億美元（2009財務年度）。殼牌利用這些工藝把原本要廢棄的火炬氣（英语：gas flare）（通常在油井和煉油廠內燒掉）回收，製成可用的合成油。但憑CTL的方式，煤炭儲量可能無法滿足全球對液體燃料和發電的需求。[79]
- 次要來源包括有熱解聚（英语：thermal depolymerization），《發現 (雜誌)》在2003年有篇文章提出看法，認為此法可無限期地從垃圾、污水和農業廢料中製造石油。文章聲稱這種過程的成本為每桶15美元。[80]在2006年的後續文章則指出實際成本是每桶80美元，原因是可用作原料的危險廢棄物如今已具市場價值。 [81]Y計畫（即洛斯阿拉莫斯實驗室）在2008年發布的新聞公告中提出氫氣（可能是使用核子反應爐的熱流體把水電解成氫氣和氧氣兩種）與封存的二氧化碳結合可生產甲醇 (CH3OH)，然後再轉化為汽油。[82]

### 發現
世上易於開採的石油和天然氣幾乎已全被發現。而要從更具挑戰性的環境和工作區域中尋找和生產石油，工作將更為艱鉅。 ——埃克森美孚公司發言人William J. Cummings，2005年12月
很明顯的，要找到大型新的廉價石油的機會不大。任何新的或非常規的石油都會很昂貴。——殼牌前董事長羅恩·奧克斯堡勳爵，2008年10月

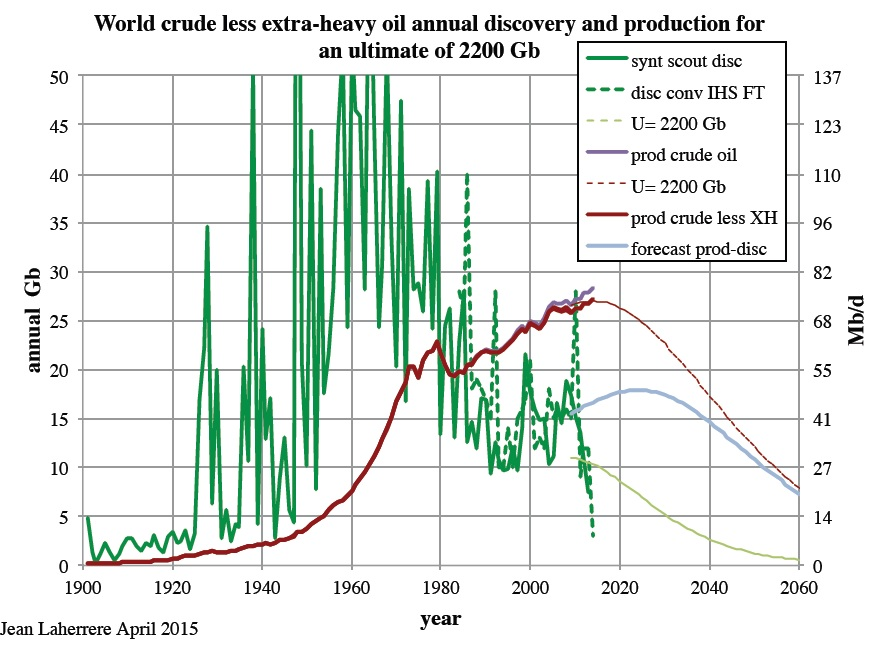
世界石油發現量在1960年代即達頂峰。

世上發現石油儲層的頂峰出現在1960年代，約為550億桶/年（8.7×109立方米）。據ASPO稱，此後發現率一直穩步下降。 2002年至2007年間，每年發現的石油不到100億桶。根據路透社在2010年刊出的文章，新石油儲層的年發現率一直保持在150-200億桶，非常穩定。

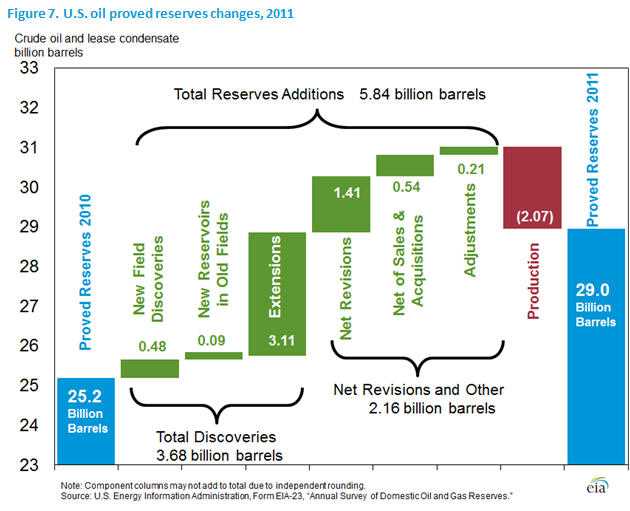
美國探明石油儲量在2011年增加38億桶（已扣除20.7億桶的產量），在總增加的58億桶中，僅有8%是來自新發現的油田（資料來源：EIA）。

雖然新儲層發現減少，生產率卻創歷史新高，但2014年顯示的地下原油探明儲量總計14,900億桶（不包括加拿大油砂）是1965年探明儲量3,540億桶的四倍多。EIA的一位研究人員指出，在首度發現後，大多數石油和天然氣儲量的增長不是來自新發現的儲層，而是在既有儲層中發現延伸和額外的資源。
英國能源研究中心發表的一份報告指出，“發現”經常被模糊使用，並對自1960年代以來發現率下降與儲量增加之間，看似矛盾的現象提出解釋。報告指出，在最初發現數年或數十年後，利用新技術會發現或開發油田內的新增儲量。但由於“追溯”的做法，一個油田內的任何新儲量，即使是在油田發現後幾十年才新發現的，都被歸入最初發現的年份，而造成發現趕不上生產的錯覺。

### 儲量

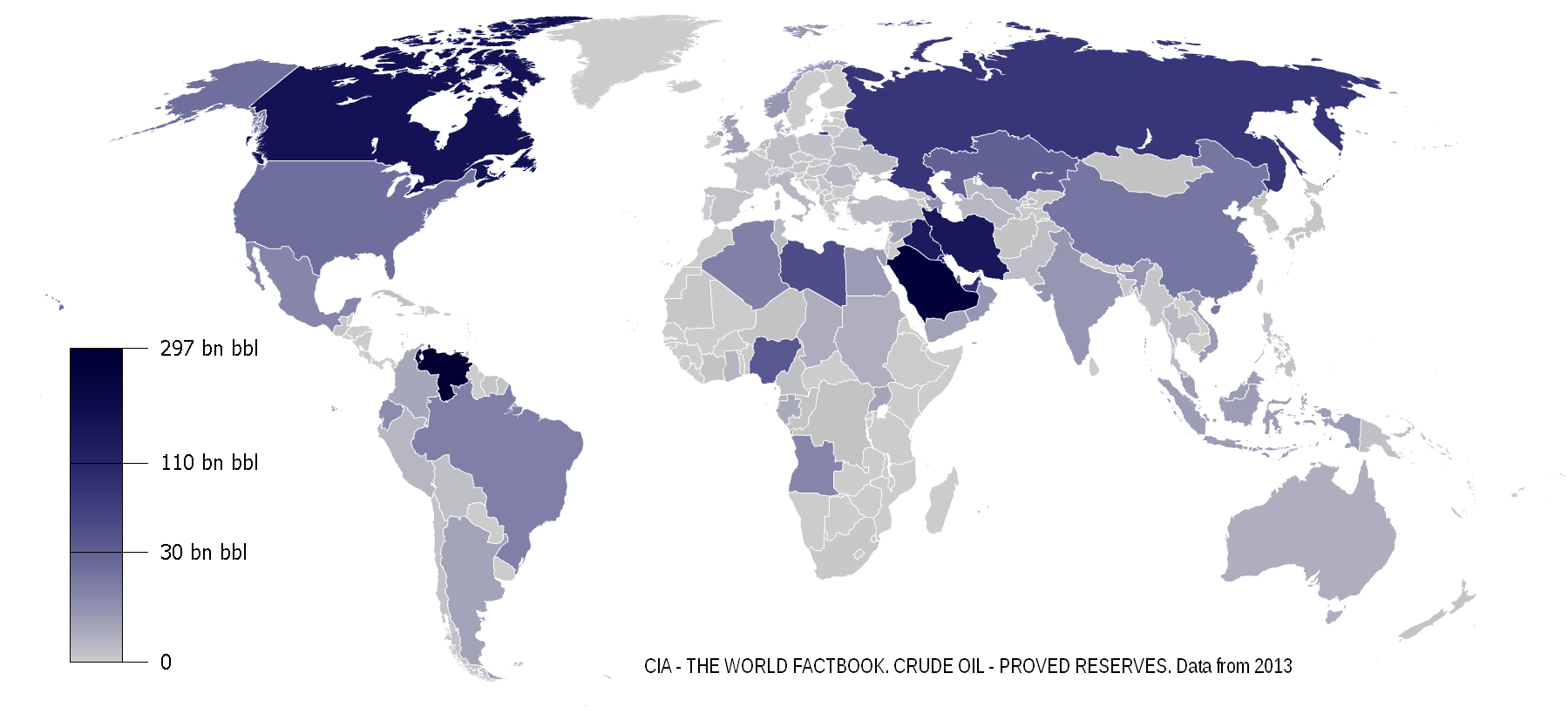
世界探明石油儲量（2013年）。

常規石油總儲量包含有90%是確定技術上能從儲層中開採到的原油（同一油井，使用初級、二級、改進、增強或三級方法）、未來有50%可能性可開採到的原油（以possible表達）及未來有10%可能性（以probable表達）可開採到的儲量。基於這些估算，已探明（至少90%的概率）稱為1P、已探明（至少50%的概率）稱為2P和已探明（至少10%的概率）稱為3P。但不包括由開採而得固體或氣體（油砂、油頁岩、液化石油氣或煤液化）中提取的液體。
哈伯特在1956年對美國的峰值預測是基於最終地質中可採石油的估計，但他從1962年起發表的報告，其中最終石油採收率是他的數學分析的演算結果，而非假設。他認為他的石油峰值計算與儲量估計無關聯。
許多當前的2P預測儲量在11,500到13,500億桶之間，但有些作者說，由於對儲備計算有錯誤信息、隱瞞信息和誤導信息，2P儲量可能較接近8,500-9,000億桶。由科學家和幾國國會議員組成的國際網絡能源觀察小組寫道，實際儲量在1980年達到頂峰，當時產量首次超過新發現，此後儲量的明顯增加是虛幻的，並在2007年提出結論：“世界石油產量可能已達頂峰，但我們尚不能確定。”

#### 對報導儲量的擔憂
[世界]關於石油儲量估計混亂，實際上數字有膨脹的問題。許多所謂的儲量實際上是尚未探明的資源，只是種描繪，無法觸及，無法開採。薩達德·易卜拉欣·阿爾·侯賽尼（沙烏地阿拉伯國家石油公司前副總裁）於2007年10月在石油與貨幣會議（Oil and Money conference）上的演講。
薩達德·易卜拉欣·阿爾·侯賽尼估計，全球12,000億桶（190×109立方米）已探明儲量中，有3,000億桶（48×109立方米）應重新歸類為投機資源。

OPEC會員國報告顯示其共同儲量，在無新發現油田，以及經年生產又沒減少的情況之下，突然躍升。

預測石油峰值日期的一個困難是被歸類為“已探明”的石油儲量存有不透明度。在許多主要生產國，大部分儲量聲明都未經外部審計或是檢查。 
大約在2004年曾出現一些關於探明儲量枯竭的令人擔憂跡象。殼牌在2004年發生20%儲量“蒸發”的醜聞就是最好的例證。
大多數情況下，已探明儲量是由石油公司、生產國和消費國所公佈。這三者都有理由將其探明儲量誇大：石油公司或希望增加其潛在淨值、生產國提升其國際地位及消費國政府則設法促進其經濟和消費者的安全和穩定感覺。
石油輸出國組織 (OPEC) 自我報告的數字存有重大差異，有準確性問題。除這些國家出於政治原因（在沒有重大發現期間）而誇大其儲量的可能性外，70多個國家還採雖有生產，但不減少其儲量的做法。分析人士認為OPEC成員國有誇大其儲備的經濟動機，因為配額制度允許擁有更多儲量的國家可生產較大的數量。
以科威特為例，據《石油情報周刊（Petroleum Intelligence Weekly）》2006年1月號報導，其儲量只有480億桶（7.6×109），但其中只有240桶是完全探明。這份報告是根據一份從科威特洩露的機密文件得出的數字，未被科威特當局正式否認。這份洩露的是2001年的數字，未包括自那時起發生的修訂或是新發現。此外，據報伊拉克軍方在波斯灣戰爭中燒掉15億桶（240×106立方米）的石油，但很明顯的科威特並未將此列入。
另一方面，調查記者格雷格·帕拉斯特認為，石油公司有興趣讓石油看起來比實際上更稀有，以證明更高的價格屬於合理。這種觀點受到生態記者理查德·海因伯格的質疑。其他分析家則認為，產油國用低估其儲量的方式以推高價格。
USGS在2000年發佈的報告中，認為預期最終採收量（EUR）為23,000億桶（370×10109），假設中由於對未來20年的發現趨勢，把過去40年的觀察趨勢逆轉而受到批評。報告中對23,000億桶假設認為發現水平將保持穩定（置信水準有95%），但全球從1960年代以來新油田發現率事實上已經下降。同時自USGS做出假設後的10年裡，這種發現下降的趨勢仍在持續。USGS的報告中還因其他假設，以及假設2030年生產率與預計儲量不一致而受到批評。

#### 非常規石油儲量

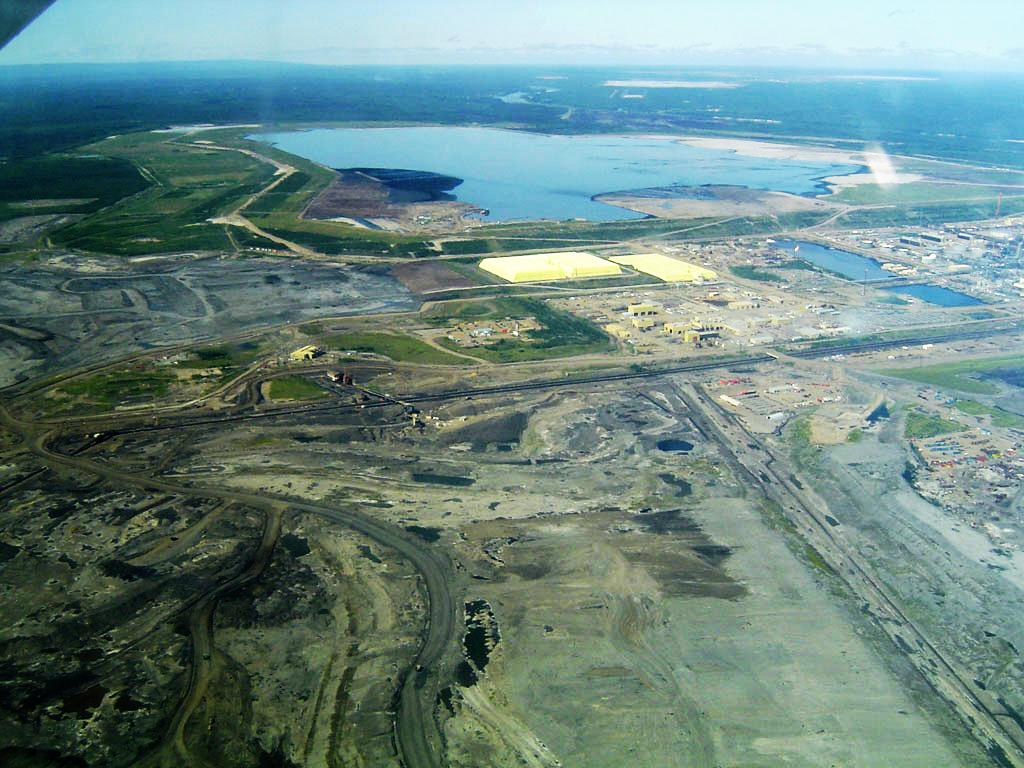
位於加拿大艾伯塔省麥克墨雷堡，能源公司Syncrude的Mildred Lake油砂提煉廠。

當常規石油變得越來越少，有各種非常規來源的液體有機會取而代之，例如緻密油、油砂、超重油、煤液化、液化天然氣、生物燃料和頁岩油。在2007年及隨後國際能源署出版的《國際能源展望》版本中，世界能源生產與消耗圖表中的“石油”被“液體”取代。生物燃料在2009年被包含在“液體”中，而非“可再生能源”中。天然氣凝析油（開採天然氣的副產品）因包含在“液體”中而受到批評，因為它主要是種化學原料，通常不用作運輸業的燃料。

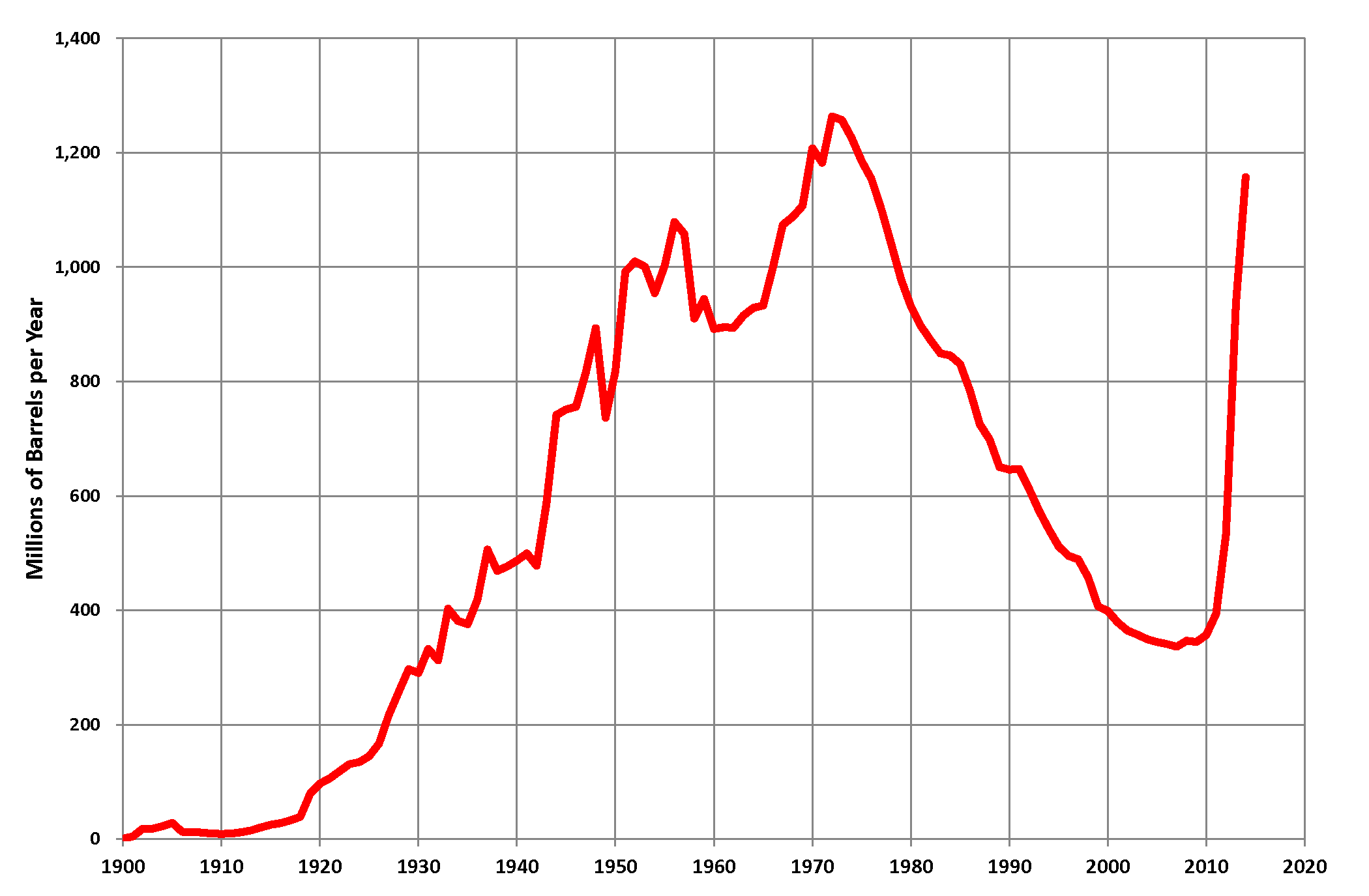
美國德克薩斯州的石油產量在1972年抵達頂峰後即開始下降，但產量在2010年代開始因緻密油的生產而再度升高。

做儲量估算時是基於其盈利能力，而盈利能力取決於油價和生產成本。因此隨著新技術把開採成本降低，重質原油、油砂和油頁岩等非常規資源都有機會被包括在內。而美國證券交易委員會把規則更改後，石油公司可在設立露天採礦場或利用熱能進行開採時，把蘊藏記載為探明儲量。這類非常規生產需要更多的勞動力和資源（需要額外的能源來提煉）來開採，導致生產成本更高，並且在“油井到油槽（開採到成品）”的基礎上，每桶（或桶當量）的溫室氣體排放量高達三倍或在“油井到車輪（開採到消費）”的基礎上（包括最終產品燃燒排放的碳）增加10%到45%。
雖然開採非常規資源所使用的能源、所需資源和環境影響一直高得令人卻步，但算得上大規模生產的非常規石油作業已有委內瑞拉奧里諾科帶的超重油，位於加拿大西部沉積盆地阿薩巴斯卡油砂，和美國科羅拉多州、猶他州和懷俄明州格林河盆地的油頁岩。大型能源公司如加拿大的Syncrude和Suncor等幾十年來一直在開採瀝青，但因近年來隨著蒸汽輔助重力流放和其他開採技術的發展，產量得以大幅增加。
於USGS服務的的查克·馬斯特斯（Chuck Masters）估計，“整體而言，這些在西半球的資源儲量大約相當於中東的常規原油探明儲量。”對於資源熟悉的當局認為，世界上非常規石油的最終儲量是常規石油的幾倍，由於在21世紀的價格上漲，業者將獲得高額利潤。USGS在2009年10月將奧里諾科油砂可開採的“中位數”更新為5,130億桶，具有90%機率的儲糧在3,800-6,520億桶之間，讓該地成為“世界上最大的可採油藏之一”。

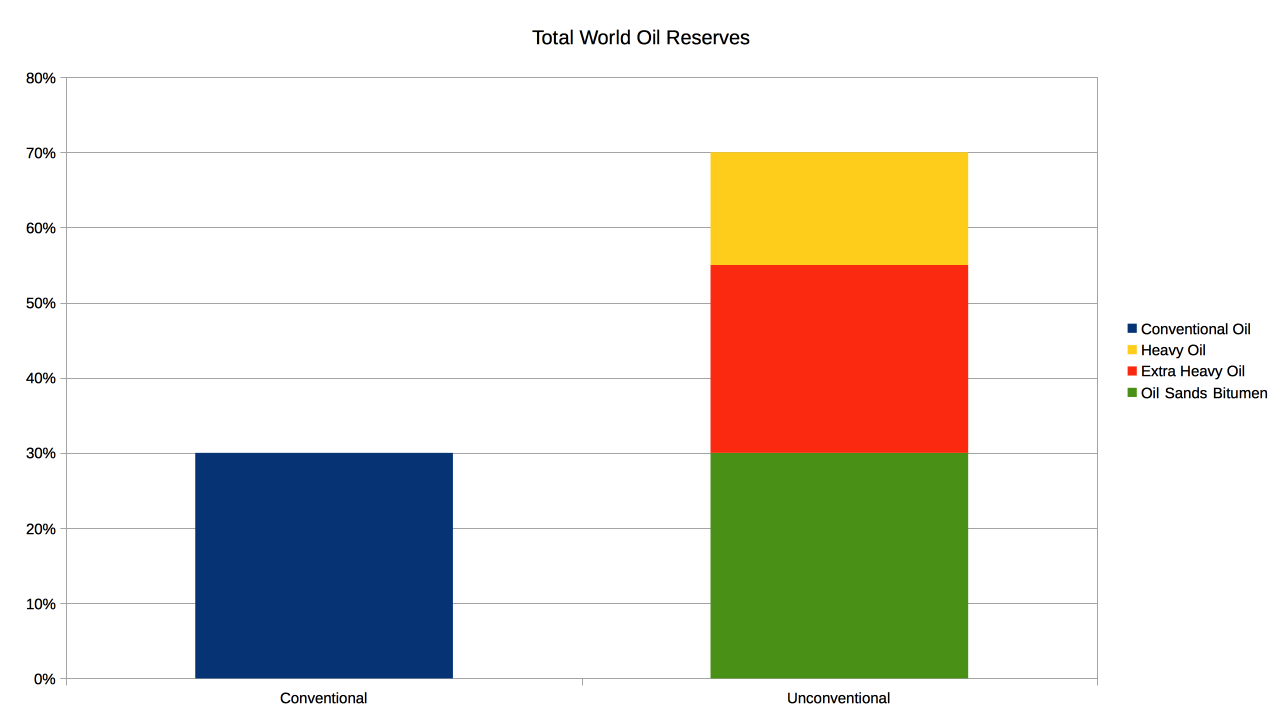
非常規石油的儲量遠高於常規者。

雖然非常規資源中存有大量石油，但馬修·西蒙斯在2005年指出，生產條件限制會阻止它們成為傳統原油的有效替代品。西蒙斯表示，“這些是高能源強度項目，永遠無法達到高產量的程度”，而足以抵消其他能源的巨大減量。另一項研究聲稱，即使在高度樂觀的假設下，“加拿大的油砂到2030年在“緊急計劃”開發中產量可能達到5,000,000桶/天（790,000立方米/天），也無法阻止石油峰值出現”。
況且這樣開採的石油通常含有硫和重金屬等污染物，把這些污染物分離需要消耗大量能源，並在某些情況下會留下尾礦及含有碳氫化合物污泥的水池。同樣情況也存在中東許多未開發的常規石油儲量，其中大部分是重質、粘稠，並且含有過多的硫和金屬，到無法利用的程度。但高油價會讓這些來源更具有經濟吸引力。全球研究和諮詢集團Wood Mackenzie發表的一項研究說到2020年代初，世上所有額外石油供應都會來自非常規來源。

### 生產
石油峰值的定義就是全球石油產量達到頂峰的時點。有人認為，越來越多的工業化開採石油的做法會對全球經濟增長產生負面影響，導致需求收縮和價格暴跌，由於一些非常規來源變得不夠經濟，而造成產量下降。有人認為，峰值在某種程度上是由需求下降所導致，因為新技術和效率的提高，人們會以其他能源取代石油。
全球石油發現量自1980年以來一直低於年產量。而世界人口增長速度又快於石油產量增長速度。正因如此，人均石油產量在1979年達到頂峰（在1973-1979年期間的增長呈平穩狀態）。

2013年世界各國產量：桶/天（資料來源：美國中央情報局《世界概況》）。

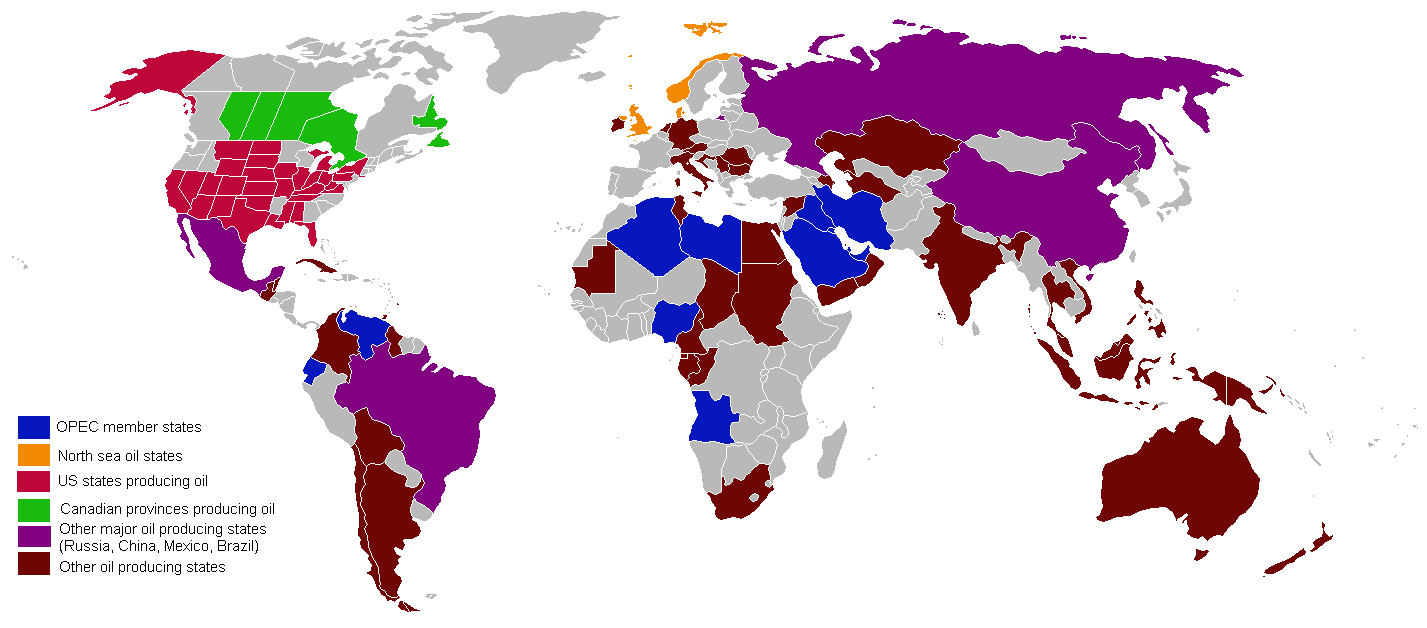
各國石油產量列表顯示的各國產量（2006年到2012年）。

據說石油公司自2005年起對更難開採的石油的投資不斷增加，即表示它們相信易於開採的來源已近盡頭。 雖然人們普遍認為油價上漲會刺激產量增加，但在2008年，有日益增加的行業內人士認為，即使油價上漲，產量也不太可能大幅增加。在引用的原因中，有地質因素，也有因“地上”因素（如戰爭、智財、投資不足以及既有油田產量下降）而進入生產高原期。
《能源安全雜誌（Journal of Energy Security）》在2008年對美國鑽探工作的回報（能源投入回報，簡稱為EROEI）分析，結論是能增加天然氣，和尤其是石油產量的潛力極其有限。通過觀察歷史上產量源自鑽探工作變化的反應，顯示因鑽探增加而導致的產量增長非常小：隨著鑽井工作量的增加，每個鑽機開採出的能量有嚴重的冪定律遞減。
結論是即使鑽探工作量大幅增加，也不太可能在美國成熟區內顯著增加石油和天然氣產量。 然而自該分析於2008年發表以來，美國2018年的原油產量反而增加一倍多（119%），乾天然氣產量增加51%。
先前對美國每單位生產的石油和天然氣量會不可避免下降的假設與最近的經驗相反。截至2017年，美國所有主要緻密油氣田的石油和天然氣鑽井生產率都持續長達10年的增長。例如EIA報告稱，在北達科他州的巴肯地層產區，2017年1月鑽井平台每天的石油產量是5年前的4倍， 2012年1月的日產量是2007年1月的近10倍。在東北部的瑪西勒斯地層產區，2017年1月鑽井的日產氣量是2012年同期的3倍，是2007年同期的28倍。
新的研究估計，今天生產所有石油液體所需的能源（不包括運輸、精煉和分銷所需）相當於產量的16%，到2050年，則需要耗用相當於能源總產量的一半。對於氣體，生產所需的能源估計相當於今天生產總量的7%，到2050年會增加到24%。

#### 主要機構發表的預期產量

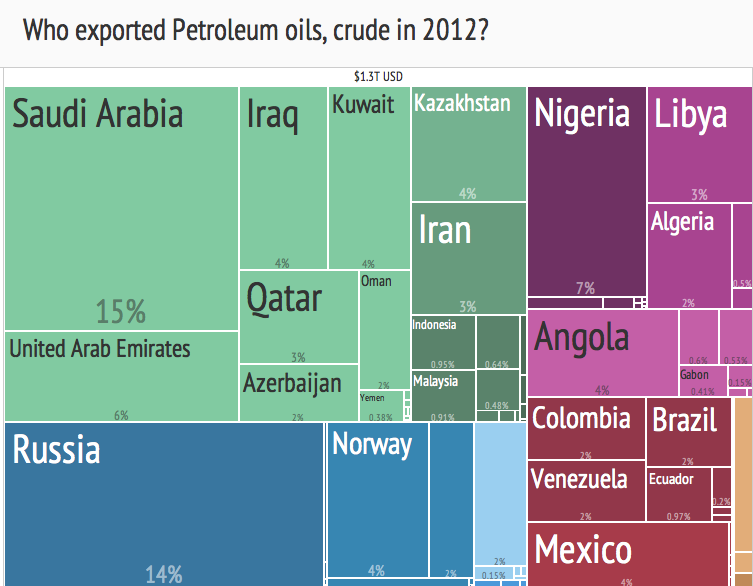
世界各國原油輸出矩形式樹狀結構圖（資料來源：哈佛大學Harvard Atlas of Economic Complexity）。

從1987年到2005年，全球供應量平均每年增加120萬桶/天（190×103立方米/天）（1.7%）。國際能源署（ IEA ）在2005年預測2030年的產量將達到1.2億桶/天（1,900萬立方米/天），但這一數字逐漸降至1.05億桶/天（1,670萬立方米/天）。一份在2008針對對IEA預測的分析，提出幾個對基本假設的質疑，並聲稱2030年的產量水準在每天75,000,000桶（11,900,000立方米/天）（包括55,000,000桶（8,700,000立方米）的原油和20,000,000桶（3,200,000立方米）的非常規石油和天然氣凝析油），會比IEA的數字更符合實際。EIA發表的2015年年度能源展望顯示到2040年，生產不會達到峰值。但屆時布倫特原油價格會達到144美元/桶（2013年美元），“因為不斷增長的需求導致資源的開發成本更高”。

#### 油田衰退

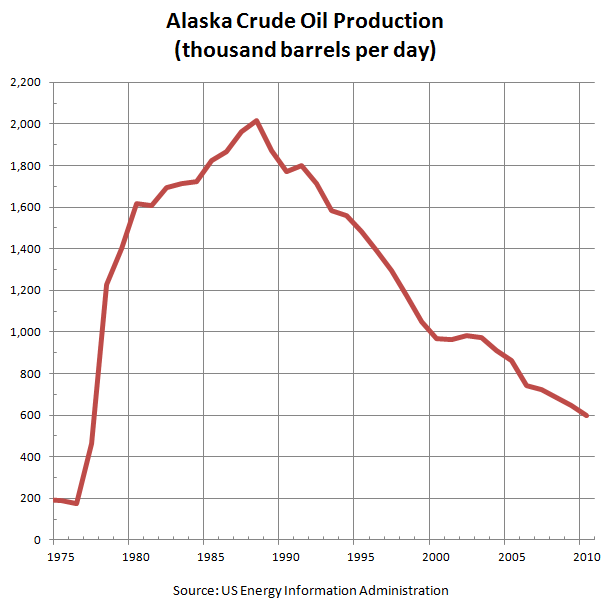
美國阿拉斯加州的石油產量在1988年見頂，到2007年已下降70%。

在2013年有一針對733個巨型油田的研究，發現最終可採油、凝析油和天然氣只剩下32%。 沙烏地阿拉伯的加瓦爾油田是世界上最大的油田，在過去50年中佔該國產量的一半左右，但在2009年之前的產量則開始下降。世界第二大油田，科威特的布爾甘油田在2005年11月進入衰退期。
墨西哥宣布該國的大油田坎塔雷爾油田的產量從2006年3月開始下降，據報導每年下降13%。同樣在2006年，沙烏地阿拉伯國家石油公司（Saudi Aramco）高級副總裁阿卜杜拉·賽義夫（Abdullah Saif）估計其擁有油田產量正以每年5%至12%的速度下降。根據美國顧問公司劍橋能源研究合夥公司（CERA）在2008年初對全球最大811個油田進行的研究，平均油田衰退率為每年4.5%。ASPO同意劍橋能源（CERA）所提的下降速度，但認為該公司對新油田上線速度的預測過於樂觀。IEA在2008年11月表示，在對800個油田的分析後顯示當油田的產量到峰值後，每年會下降6.7%，到2030年，其下降率將增加到8.6%。IEA在其《2008 年世界能源展望》中報告說，世界上800個最大油田在其整個生命週期中的加權年產量下降率為5.1%。而之前在2013年對733個大油田的研究，平均遞減率為3.83%，但此數字被描述為“保守”。美國石油產量在2020年2月達到頂峰，約為每天18,826,000桶。

### 控制供給
政府或卡特爾等組織可通過石油國有化、減產、限制鑽探權和徵稅等方式限制供應，而減少對市場的供應。國際制裁、腐敗和軍事衝突也會減少供應。

#### 石油國有化
影響全球石油供應的另一因素是產油國對石油儲量的國有化。石油國有化發生在各國開始將石油生產收歸國有並停止出口的時候。標普全球普氏的中東編輯凱特·杜里安 (Kate Dourian) 指出，雖然各國對石油儲量的估計可能有所不同，但現在政治已在石油供應上成為不可或缺的因素。“一些國家正成為禁區。在委內瑞拉運作的主要石油公司發現自己處於困境，因為當地國有化程度越來越高。這些國家現在不願與人分享他們的儲量。”
根據諮詢公司PFC Energy的數據，全球各國的石油和天然氣儲量中，只有7%允許像埃克森美孚等公司自由發揮。整整65%是掌握在如Saudi Aramco等國有企業手中，其餘的位於如俄羅斯和委內瑞拉等國家，西歐和北美的公司很難進入。 PFC Energy研究顯示政治因素限制墨西哥、委內瑞拉、伊朗、伊拉克、科威特和俄羅斯的產能增長。沙烏地阿拉伯也在限制產能擴張，但與其他國家不同，它是自我設定上限。埃克森美孚因無法進入適合石油勘探的國家，所以花費在發現新油源的金額比1981年還少。

#### OPEC對供應的影響

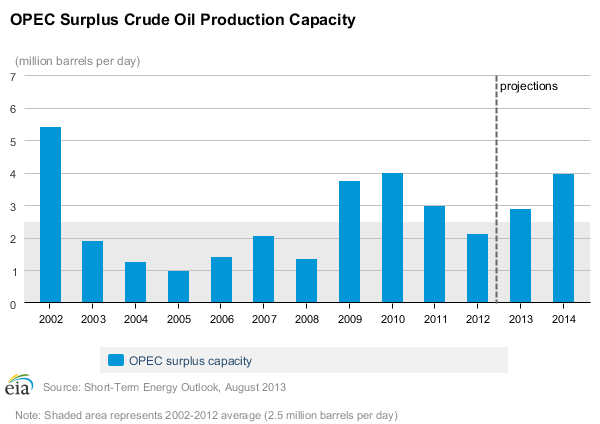
OPEC會員國的超額石油產量（2002年-2012年，資料來源：EIA）。

OPEC是個由14個產油國組成的聯盟（截至2019年1月的會員國為：阿爾及利亞、安哥拉、厄瓜多爾、赤道幾內亞、加彭、伊朗、伊拉克、科威特、利比亞、奈及利亞、剛果共和國、沙烏地阿拉伯、阿拉伯聯合大公國和委內瑞拉來管理石油供應。OPEC的權力在1960年代和1970年代因各國將其石油資產國有化，並從稱為七姊妹的“石油巨頭”（盎格魯-波斯石油（今BP）、荷蘭皇家殼牌、海灣石油、德士古（今雪佛龍石油）、加州標準石油公司、新澤西標準石油公司（今埃索石油）、紐約標準石油公司（今埃克森美孚石油））手中取得決策權，及建立自己的石油公司來控制生產。OPEC經常通過限制生產來影響價格，利用在會員國中分配生產配額來實現此點。成員們同意通過壓低產量維持高價格。但並無強制遵守的辦法，每個成員各有其“欺蒙”的動機。
大宗商品交易員雷蒙德·里爾西 (Raymond Learsy) （著有《越過石油：擊潰中東石油卡特爾（Over a Barrel: Breaking the Middle East Oil Cartel）》認為OPEC讓消費者相信石油是種比實際更為有限的資源。為支持他的論點，他指出成員國在過去發出的失真警訊和明顯的合謀。他還認為石油峰值分析師與OPEC，以及石油公司合謀，推出“捏造的石油峰值戲碼”，以推高油價和利潤；當時油價已經漲到稍高於30美元/桶。 他在2007年6月與ASPO的聯合創始人史蒂夫·安德魯斯 (Steve Andrews) 在CNBC上辯論後，《哈芬登郵報》提出反駁意見。

### 2000年後的生產數據
2000年之後，全球石油開採的特點是具有相對穩定的數據年份序列（7,500萬桶/天（2000年-2002年），8,200-8,300萬桶/天（2005年-2010年），9,200-9,500萬桶/天（2015年–2019年)，和其間兩次9-10%的增長。2019年產量為9,496.1萬桶/天（347億桶/年，550萬立方米/年），僅比2018年高出0.1%，而被列為石油峰值的候選年份，因為2020年的產量下降7%，而在2021年有部分反彈，預計在2022年也會有部分反彈。

## 預測
| 發表年份                                             | 發表者                 | 峰值出現 年/範圍                  | 發表年份 | 發表者                        | 峰值出現 年/範圍                  |
| ---------------------------------------------------- | ---------------------- | --------------------------------- | -------- | ----------------------------- | --------------------------------- |
| 1972                                                 | 埃索                   | 約2000年                          | 1999     | Parker                        | 2040年                            |
| 1972                                                 | 聯合國                 | 迄2000年                          | 2000     | Albert Allen Bartlett         | 2004年或2019年                    |
| 1974                                                 | 金·哈伯特              | 1991年–2000年                     | 2000     | Duncan                        | 2006年                            |
| 1976                                                 | 英國能源部             | 約2000年                          | 2000     | 美國能源信息署                | 2021年–2067年之間，2037年為最可能 |
| 1977                                                 | 哈伯特                 | 1996年                            | 2000     | 美國能源信息署 (世界能源展望) | 2020年以後                        |
| 1977                                                 | 保羅·R·埃利希等        | 2000年                            | 2001     | Deffeyes                      | 2003年–2008年                     |
| 1979                                                 | 殼牌                   | 迄2004年呈高原期                  | 2001     | Goodstein                     | 2007年                            |
| 1981                                                 | 世界銀行               | 約2000年呈高原期                  | 2002     | Smith                         | 2010年–2016年                     |
| 1985                                                 | J. Bookout             | 2020年                            | 2002     | 科林·康寶                     | 2010年                            |
| 1989                                                 | 科林·康寶              | 1989年                            | 2002     | Cavallo                       | 2025年–2028年                     |
| 1994                                                 | L. F. Ivanhoe          | OPEC生產於2000年–2050年間呈高原期 | 2003     | Greene等                      | 2020年–2050年                     |
| 1995                                                 | Petroconsultants       | 2005年                            | 2003     | 吉恩·拉埃雷                   | 2010年–2020年                     |
| 1997                                                 | Ivanhoe                | 2010年                            | 2003     | Lynch                         | 未有峰值跡象                      |
| 1997                                                 | J. D. Edwards          | 2020年                            | 2003     | 殼牌                          | 2025年之後                        |
| 1998                                                 | 國際能源署             | 2014年                            | 2003     | Simmons                       | 2007年–2009年                     |
| 1998                                                 | 科林·康寶與吉恩·拉埃雷 | 2004年                            | 2004     | Bakhitari                     | 2006年–2007年                     |
| 1999                                                 | 科林·康寶              | 2010年                            | 2004     | 劍橋能源研究合夥公司          | 2020年以後                        |
| 1999                                                 | Peter Odell            | 2060年                            | 2004     | PFC Energy                    | 2015年–2020年                     |
| 資料來源：美國能源信息署。有部分訊息僅涉及常規石油。 |                        |                                   |          |                               |                                   |

哈伯特在1962年預測世界石油產量將在2000年左右達到峰頂，當年的峰值為125億桶。哈伯特在1974年預測“如果目前的趨勢繼續下去”，石油峰值將在1995年出現。這些預測都被證明是錯誤的。許多行業領袖和分析人士認為世界石油產量將在2015年至2030年之間達到峰值，並極有可能在2020年之前達到。他們認為極不可能發生在2030年之後。而在2014年對生產和儲量數據的分析，預測產量將在2035年左右達到峰值。由於對世界石油的實際儲量無法確定，因此很難確定更具體的峰值發生時段。即使在最好的情況下，非常規石油也預計無法滿足預期的短缺。要想用非常規石油填補缺口，而免除“對全球經濟造成嚴重影響”，石油產量必須在峰值後維持穩定最少到2035年。
2010年之後發表的論文持相對悲觀的看法。科威特大學在2010年從事一項研究，預測產量將在2014年達到頂峰。
牛津大學在2010年從事的一項研究，預測產量將在2015年之前達到峰值，但預測很快就會發生變化“......從需求主導的市場到供應受限的市場......”是不正確的。 在2014年對《能源（Energy）》雜誌2004年一項重要研究的驗證表明，根據各種定義，常規石油產量很可能會在2005年至2011年之間達到頂峰。在2014年發表的一篇博士論文中有組模型，預測油價在2012年見頂後會出現下跌，在某些情況下，此後可能會轉為價格快速上漲。據能源部落格作者羅恩·帕特森 (Ron Patterson) 稱，世界石油產量的峰值可能會在2010年左右發生。
一些主要石油公司在2005年達到生產頂峰。在2006年和2007年的一些消息來源預測全球產量已達到或超過最大值。但2013年的OPEC數據顯示，世界原油產量和剩餘探明儲量均創歷史新高。根據石油服務公司Simmons & Company International前董事長和《沙漠中的暮光：即將來臨的沙烏地阿拉伯石油危機和世界經濟》一書的作者馬修·西蒙斯的說法，“見頂是種模糊事件，只能在後視鏡中看得清楚，到時提出甚麼解決方案通常都為時已晚。”

## 可能後果
自第一次工業革命以來，廣泛使用化石燃料一直是刺激經濟增長和繁榮的最重要因素，它使人類在開採，或以替代技術均無法趕上的速度而消耗能源。有人認為當石油產量下降時，人類文化和現代技術會被迫發生巨大變化。石油峰值的影響在很大程度上取決於下降的速度以及有效替代品的即時開發和採用。
美國能源部在2005年發表一份名為《世界石油產量達到峰值：影響、緩解和風險管理》的報告，
此報告稱為赫希報告，報告稱“世界石油產量的峰值給美國和世界帶來前所未有的風險管理問題。隨著峰值愈發接近，液體燃料價格和價格波動都會急劇增加，如果不及時緩解，所造成經濟、社會和政治的成本將為前所未有。供需兩面都有可行的緩解方案，若要產生實質性影響，就必須在峰值發生前十多年就啟動。”報告中部分信息於2007年被更新。

### 石油價格

#### 歷史油價

長期原油價格（1861年-2015年，棕線為通貨膨脹因素調整後的數字。

在1973年第一次石油危機和1979年第二次石油危機發生之前，世界歷來的油價均相對較低，在這6年期間內則上漲10倍以上。隨後幾年中油價雖曾大幅下跌過，但再也沒回到從前的水準。石油價格在2000年代再次開始上漲，到2008年6月30日達到每桶143美元（2007年通貨膨脹調整後的美元）的歷史高位。由於這些價格遠高於1973年和1979年能源危機時期的價格，而加劇人們對會發生類似於1980年代初期經濟衰退的擔憂。
人們普遍認為那2005-2008年間價格飆升的主要原因來自強大需求壓力。例如全球石油消費量從2004年的300億桶（4.8×109立方米）上升到2005年的310億桶，消費量遠高於同期的新發現量，對2004年的儲量而言，新增儲量僅為80億桶。

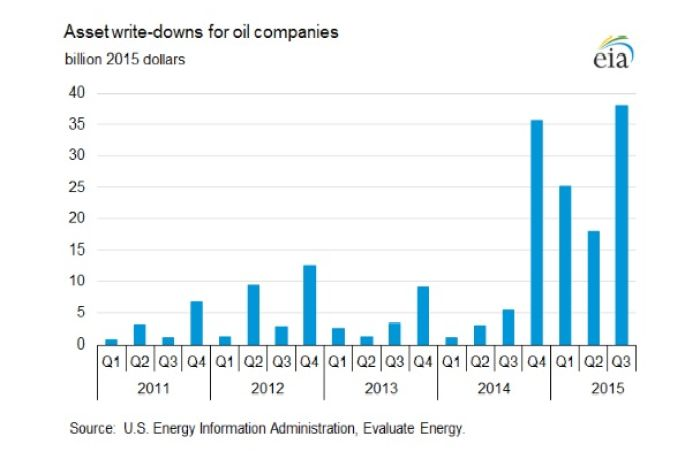
2015年石油公司報告的資產減損數字。

石油產量處於或是接近滿負荷的報導，在一定程度上也推動油價上漲。OPEC在2005年6月表示他們將“努力”開採足夠的石油以滿足當年第四季度的價格壓力。從2007年到2008年，美元對其他主要貨幣的貶值也被認為是油價上漲的一個重要原因，因為從2007年5月到2008年5月，美元兌換歐元的匯價大約貶了14%。
除供需壓力外，安全相關因素有時也會導致價格上漲，包括反恐戰爭、北韓發射導彈、以黎衝突、伊朗及美國間核子邊緣政策，以及美國能源部和其他機構的報告，顯示石油儲量下降。

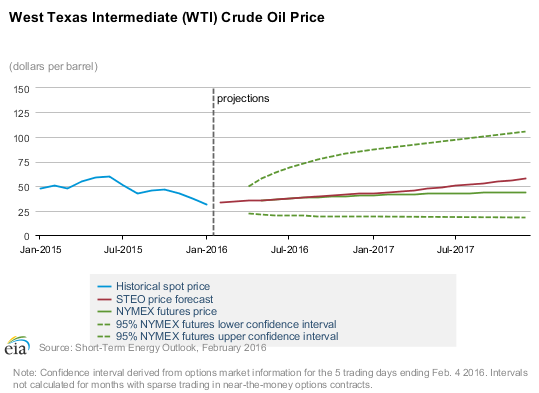
EIA對2016年-2017年西德州原油（WTID）的預測價格。

在2011年至2014年之間，原油價格相對穩定，在每桶100美元左右波動。而在2014年底急劇下跌至70美元以下，並在2015年的大部分時間裡維持不變。2016年初的交易價格低至27美元。下跌的原因是全球經濟放緩，導致供應過剩和需求減少、OPEC不願放棄市場佔有率以及美元走強。這些因素會因貨幣政策和石油生產者債務增加而加劇，生產者會增加產量以維持財務流動性。
COVID-19大流行爆發後，導致油價在2020年1月至2020年4月期間從每桶約60美元下跌至20美元，市場價格甚至短暫變為負值。2020年4月22日，北達科他州的威利斯頓低硫原油（Williston Sweet）現貨價格為-46.75美元，威利斯頓含硫原油（Williston Sour）現貨價格為-51.31美元（oilprice charts （页面存档备份，存于））。而西德州原油（WTI）的交易價格為6.46美元。2020年4月20日，WTI期貨最低價格為每桶高於-37美元。到2021年，隨著世界擺脫COVID-19造成的經濟衰退，特別是由於強勁的經濟增長，全球需求激增，特別是在亞洲，造成2021年－2022年全球能源危機，推動創紀錄的能源價格。到2021年10月，石油價格約為80美元/桶，為2014年以來的最高水準。

#### 史上油價上漲的影響

世界對不同一次能源的消耗數量。

在過去，石油價格突然上漲會導致經濟衰退，例如1973年和1979年的兩次能源危機。石油價格上漲對經濟的影響被稱為價格衝擊。在許多對燃料徵收高額稅收的歐洲國家，對上升的燃料成本，可通過暫時或永久停止徵稅來降低衝擊的影響。但對美國等汽油稅低得多的國家卻不太管用。國際貨幣基金組織（IMF）最近發表文件中的基準情景發現，石油產量增長0.8%（相對於1.8%的歷史平均水平）會導致經濟小幅下降0.2-0.4%。
史丹佛大學能源建模論壇的研究人員發現，經濟可適應原油價格的穩定、逐步上漲，但無法應對巨幅波動。
一些經濟學家預測，替代效果會刺激對替代燃料（例如煤炭或液化天然氣）的需求。但替代僅為暫時的，因為煤炭和天然氣同樣也是有限資源。
在燃油價格上漲之前，美國、加拿大和其他國家/地區的許多駕車者會選擇更大、燃油效率更低，例如休旅車和大型皮卡車。由於燃料價格持續停留在高位，這一趨勢也遭逆轉。所有汽車供應商在2005年9月的銷售數據均顯示休旅車銷量下降，而小型車銷量增加。混合動力車輛和柴油車輛也日益受歡迎。
EIA於2005年11月發布報告：《家用車輛能源使用：最新數據和趨勢》，說明2004年石油價格每桶20-30美元，人民可支配收入穩步增長。報告指出“平均每個家庭花費1,520美元購買運輸燃料”。據CNBC稱，2011年的同類費用攀升至4,155美元。
CERA在2008年發佈的報告中指出，2007年是美國汽油使用高峰年，創紀錄的能源價格將導致能源消費發生“持久性轉變”。美國的車輛總行駛里程在2006年達到頂峰。
出口地模型指出，在石油峰值發生後，石油出口國由於內部需求增長，會被迫減少出口，速率快過石油生產數量減少的程度。因此，依賴進口石油的國家將比石油出口國更早以及更嚴重地受到影響。
墨西哥已處於這種情況。 在2006年，5個最大石油出口國的國內消費增長5.9%，而其出口下降3%以上。估計到2010年，這種內部需求會讓全球石油出口每天減少2,500,000桶（400,000立方米）。
加拿大經濟學家傑夫·魯賓曾表示，高油價可能會通過部分製造產品貿易的去全球化，導致已開發國家的消費增加。貨品生產將發生在更接近最終消費者處，以盡量降低運輸成本，因此需求會與國內生產總值脫鉤。較高的油價將導致運輸成本增加，而超過開發中國家的較低工資優勢，促使製造業返回高所得國家。IMF所做的經濟研究顯示，石油總體需求價格彈性為-0.025（短期）和-0.093（長期）。

#### 對農業影響和人口限制
由於石油和天然氣供應對現代集約農業非常重要，全球石油供應下降可能會導致未來幾十年發生食品價格飆升和前所未有的飢荒。
現代農業中使用最大數量化石燃料的是通過哈伯法產出的氨（作肥料用），對於具有高產量的集約農業很重要。而用到的特定化石燃料主要是天然氣，通過蒸汽重整產生氫氣。如果有足夠的再生能源，可改用水電解等方法來產生氫氣。例如挪威的Vemork水力發電廠從1911年到1971年利用其剩餘電力產生氫氣，再用於生產氨。 
冰島目前有豐富的電力資源，可用其水力發電廠和地熱發電廠的電力來生產氨，繼而生產所需的碳氫化合物。

### 對生活方式的長期影響

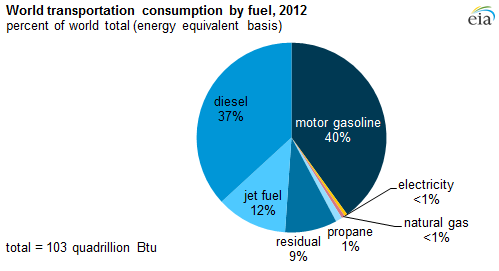
世界交通運輸耗用不同石油產品的佔比（2012年）。

大多數美國人住在郊區，這是種圍繞廣泛使用個人汽車而設計的低密度居住區。 如詹姆士·霍華德·昆史特勒等評論員認為，為住郊區而仰賴汽車是種不可持續的生活方式。石油峰值會讓使許多美國人負擔不起汽車所需的石油燃料，並迫使他們使用其他形式的交通工具，如自行車或電動汽車。他種選擇還有遠距工作、搬到農村或是搬到人口密度更高的地區，在那兒採用較可行的步行和公共交通。當後兩者發生後，郊區可能會成為“未來的貧民窟”。石油供需問題也是開發中國家發展城市時需要關注的問題（到2050年，城市地區將吸收世界預計新增的23億人口中的大部分）。在未來發展計劃中，能源部分是個必須強化的重要目標。 
當油價上漲，食品、供暖和電力的成本均會受到影響。隨著經濟因過剩資金減少以及就業率下降而收縮，中低收入家庭將承受巨大壓力。赫希報告在結論時提出，“如果不及時緩解，世界的供需之間將發生大規模需求破壞（供應不足），伴隨著油價大幅上漲，這兩者都會對全球造成長期的重大經濟困頓。 “
為緩解這些城市和郊區問題，建議的方法中包括多項，如使用非石油車輛，如電動汽車，加上自行車及步行，建設大眾運輸系統、無車城市、輕軌運輸系統，採用明智開發、共享空間、城市整合、城中村和新都市主義。
美國國家學院的國家研究委員會受美國國會委託，在2009年發布一份關於密集型城市發展所產生影響的廣泛報告，其中陳述6項主要發現。首先，密集型開發將會減少全國的“車輛行駛里程”(VMT)。其次，如果同時增加就業密度和改善公共交通等，而把給定區域的住宅密度增加一倍，可將VMT降低多達25%。第三，更高密度的混合開發可直接（少駕車的結果）及間接減少（例如減少每個住房單元使用的材料、更高效的氣候控制、更長的車輛使用壽命，以及改進的貨物和服務交付效率）。第四，雖然在短期的能源使用和二氧化碳排放看似改善不大，但隨著時間演進，減少會變得更為顯著。第五，在美國進行更密集開發的主要障礙是當地分區監管機構的政治阻力，而阻礙州和地區政府參與土地使用規劃的工作。第六，委員會一致認為，改變駕駛模式和建築效率的發展會產生各種難以量化的二次成本和收益。這份報告建議支持密集型發展的政策（尤其是其在減少駕駛、改善能源使用和二氧化碳排放的功效）應得到鼓勵。
有種經濟理論是引入穩態經濟作為補救措施。這種系統包括從所得稅轉向依據消耗自然資源（和污染）來徵稅，以及限制刺激需求和人口增長的廣告。它還包括從全球化轉向本地化的政策，以節約能源、提供本地就業機會和維護本地決策權。可透過調整分區政策以促進資源保護和消除都市蔓延。
由於航空業主要依賴從原油中提煉的噴氣燃料，因此商業航空預計將會隨著全球石油產量下降而下降。

### 緩解
為避免石油產量下降而帶給全球嚴重的社會和經濟影響，赫希報告強調需要在峰值出現前至少10到20年尋找替代品，並在此期間逐步停止使用石油。這類似於同年為瑞典提出的瑞典邁向無石油社會計畫。緩解措施包括節能、燃料替代和使用非常規石油。啟動緩解的時機甚為重要。過早不可取，但如啟動太晚，可能得付出更高的代價，並產生更多的負面經濟後果。
全球原油年產量（包括頁岩油、油砂、天然氣凝析油和天然氣廠凝析油，但不包括來自其他來源的液體燃料，如液化天然氣、生物質以及煤和天然氣的衍生物）從2008年的每天7,586萬桶（1,210萬立方米）增加到2018年的每天8,316萬桶（1,320萬立方米），每年增長率僅為1%。許多已開發國家已有減少消費原油產品的能力。石油輸出國（包括OPEC和非OPEC國家）、中國和印度的原油消費在過去十年有所增加。中國（全球第二）和印度（全球第三）這兩個主要消費國正採取許多措施，透過鼓勵開發可再生能源而不增加原油消費。 這些明確的跡象顯示由於原油消耗量下降（並非由於可開採數量下降）導致的石油產量峰值或會在近期內發生，這是由更便宜的替代性能源手段/資源所促成。由於COVID-19大流行，在2020年的原油消耗量將比前一年減少。

### 積極面
樸門（永續農業）認為，假設各國具有遠見，並採取行動，石油峰值有產生積極效果的大潛力。重建當地食物網絡及能源生產，以及普遍實施“珍惜能源文化”，被認為是承認化石資源有其限度的倫理反應。
轉型城鎮運動始於英格蘭德文郡的托特尼斯，並通過“轉型手冊（The Transition Handbook）”（由羅伯·霍普金斯撰寫）和轉型網絡（Transition Network）在國際上傳播，將社會重組，以提高當地的恢復力和生態管理，視為對石油峰值和氣候變化的自然反應。 

## 批評

### 一般論證
石油峰值理論存有爭議，並在2000年代中期成為美國和歐洲的政治辯論議題。批評者認為，新發現的石油儲備會阻擋石油峰值發生。有人認為新發現的石油儲量和現有油田的石油產量將繼續以超過需求的速度增長，直到發現化石燃料的替代能源為止。 石油和金融行業的分析人士在2015年稱“石油時代”已經進入一個新階段，2014年底出現的供應過剩看來仍會持續。目前各方正在形成一種共識，即參與國際協議的締約方將採取措施來限制燃燒碳氫化合物，努力把全球溫度上升的程度限制在2°C以內，科學家預測這種增溫程度可把環境危害限制在可容忍的水準。
反對石油峰值理論的另一種論點是各種替代燃料正在減少石油的需求。由於石油燃料價格上漲，美國聯邦政府自2000年起在資助開發藻類生質燃料的經費已經增加。許多其他替代燃料項目正在澳大利亞、紐西蘭、歐洲、中東和其他地方獲得贊助，私營企業也進入這個領域。

### 石油行業代表
殼牌在美國業務總裁約翰·霍夫邁斯特（John Hofmeister）雖然同意常規石油產量會很快開始下降，但批評馬修·西蒙斯對石油峰值理論的分析“過於關注一個國家：沙烏地阿拉伯 -世上最大的出口國，OPEC中的舉足輕重生產者。霍夫邁斯特指出美國外海大陸棚的的石油和天然氣儲量，估計有1,000億桶（16×109立方米）。但這些儲量中只有15%能以目前的技術來開採，其中很大部分位於德克薩斯州、路易斯安那州、密西西比州和阿拉巴馬州的海岸。
霍夫邁斯特還指出有非常規石油資源，例如加拿大的油砂，殼牌在當地甚為活躍。加拿大油砂 - 主要位於艾伯塔省和薩斯喀徹溫省 - 據信含有一兆桶石油。據說還有一兆桶石油以油頁岩的形式存在科羅拉多州、猶他州和懷俄明州。環保主義者認為潛在的環境、社會和經濟障礙會讓在這些地區開採石油變得極其困難。霍夫邁斯特認為，如果允許石油公司在美國進行更多鑽探，足以每天再增產200萬桶石油（320×103立方米），石油和天然氣的價格就不會像2000年代後期那般高。他在2008年認為高能源價格會導致社會動盪，類似於1992年洛杉磯暴動。
BP公司首席經濟學家克里斯托夫·呂爾博士（Dr. Christof Rühl）在2009年對石油峰值假說表達反對：
無論是在理論、科學還是意識形態的基礎上，我都沒理由接受石油的峰值會對價格不敏感。 ……事實上，石油峰值的整個假設 - 地下有固定數量的石油，以一定的速度消耗，然後就用完了 - 對任何事情都不發生反應……因此永遠不會有世界上石油用盡的時刻，因為總有個價格可讓最後一滴石油產生供需定價。如果人們願意付出經濟和環境的代價，就可把任何東西變成石油……（全球變暖）看來更像個自然極限，遠超過石油峰值理論的總和。 ... 在過去150年已不斷有石油峰值預測出現，卻從來沒發生過，而且也永遠不會。——BP公司克里斯托夫·呂爾博士
呂爾博士認為，石油可得與否的主要受限因素是在“地上”，例如人員、專業知識、技術、投資安全、資金和全球變暖，石油問題是價格問題而非實體的可得性。
CERA的創始者丹尼爾·耶金在2008年表示，最近的石油高價可能會為石油行業未來的消亡添一份助力，石油產業消亡並非由資源完全耗盡或災難式巨大衝擊造成，而是替代品的及時和順利到位。耶金接著說，“這是世界上第五次被說是石油枯竭發生。每次 - 無論是第一次世界大戰末期的汽油飢荒（gasoline famine）還是1970年代的永久短缺（permanent shortage） - 技術和開發的新前沿會把衰落的幽靈驅散。沒理由認為這次是技術已無力應付。”
2006年，加拿大殼牌公司首席執行官克萊夫·馬瑟表示，地球的瀝青碳氫化合物數量“幾乎是無限的”，他指的是油砂中的碳氫化合物。

### 其他
律師兼機械工程師彼得·W·胡博在2006年曾斷言世界上的“廉價石油”即將耗盡，並解釋說隨著油價上漲，生產非常規資源在經濟上變得可行。他預測，“僅阿爾伯塔省的油砂就藏有足夠的碳氫化合物，可整個地球繼續使用100多年。”
專攻環境議題記者喬治·孟畢爾特針對李奧納多·莫基利在2012年發表的的報告（支持世界並無石油枯竭的風險）時表示，（來自非常規來源的）石油已經足夠用氣候變化來“烤焦”地球。蘇塞克斯大學能源集團科技政策研究高級講師、以及為英國能源研究中心撰寫全球石油枯竭（Global Oil Depletion）報告的主要作者斯蒂芬·索雷爾（Stephen Sorrell）和倫敦大學學院能源研究所博士研究員克里斯托夫·麥克格拉德（Christophe McGlade）則對莫基利有關遞減率的假設提出批評。
哈伯特最初的鐘形曲線概念與個別油田或開採區域有關。哈伯特發現，與開採量的急劇增加相比，枯竭的下降速度較慢，這主要取決於地質特性。開採量急劇增加在投資之後開始，即油田被發現，並且開採能產生經濟利益時，但急劇增加也可能是因“開放”油田而興建特定基礎設施（例如輸油管道）而產生。在全球的增長，會比特定個別領域以較為漸進方式呈現，但並不一定表示全球下降也將同樣是漸進式。

## 峰值主義者
在21世紀的頭十年，主要是在美國，發生對石油峰值迫在眉睫的普遍信念，而形成一個龐大的“峰值主義者”亞文化，他們根據供應驅動的信念和期望（即資源受限）而改變生活方式。這些人就峰值議題舉行國家和地區會議，早在石油峰值成為氣候變化的常規討論話題之前，就討論以及計劃石油枯竭之後的生活。
研究人員估計美國在這種亞文化的極盛時期，有超過100,000名死硬“峰值主義者”。但此亞文化的受歡迎程度在2013年左右開始轉弱，原因是戲劇性的頂峰並未出現，而且“非常規”化石燃料（例如從油砂取得的石油，及透過水力壓裂而得的天然氣）似乎在“常規“石油來源轉弱時，開始填補空檔。
人們對石油峰值的興趣，在科林·康寶所預測的石油峰值尚未發生之前，就已開始下降。

### 附註
1. ↑  A list of over 20 published articles and books from government and journal sources supporting this thesis have been compiled at Dieoff.org 的存檔，存档日期2007-09-27. in the section "Food, Land, Water, and Population."

## 進一步資訊